# Captivité (animal)
Pour les articles homonymes, voir Captivité.

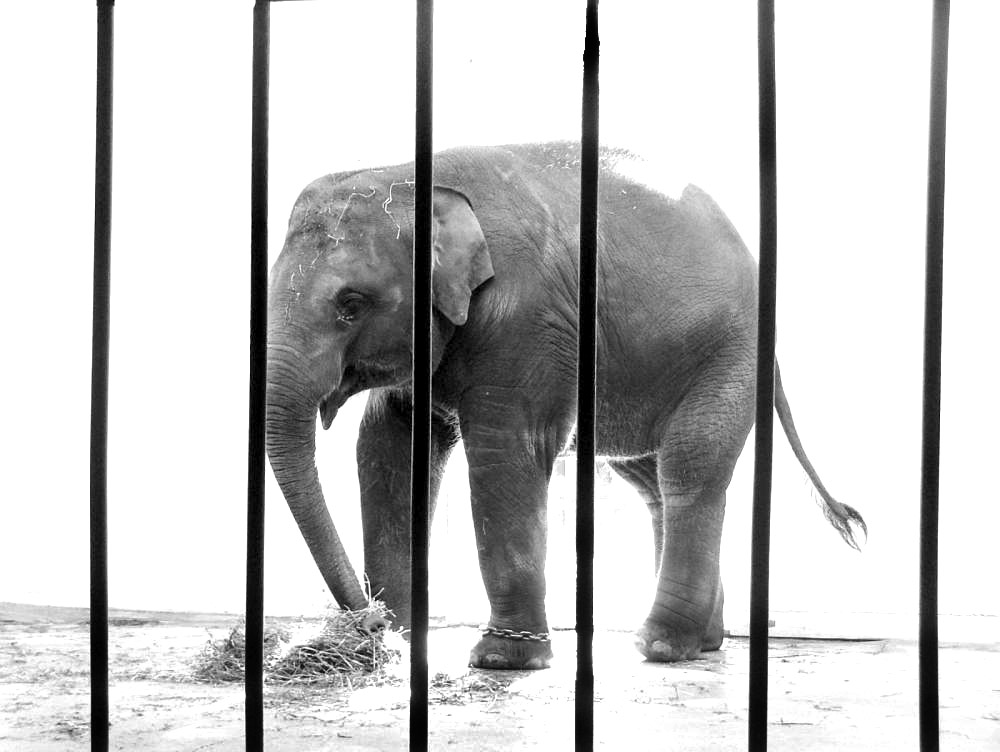
Un éléphant dans une cage

Les animaux vivants détenus par des humains et qu'on empêche de s'échapper sont dits en captivité. Le terme s'applique habituellement aux animaux sauvages détenus en confinement,, mais peut également s'étendre aux animaux domestiques, comme les animaux de compagnie ou ceux issus de l'élevage. Peuvent être inclus, par exemple, les animaux de ferme, vivant chez des particuliers, en zoo, cirque ou laboratoire de recherche médicale. Les animaux captifs peuvent être classés selon les motifs, objectifs et conditions de détention.

## Histoire

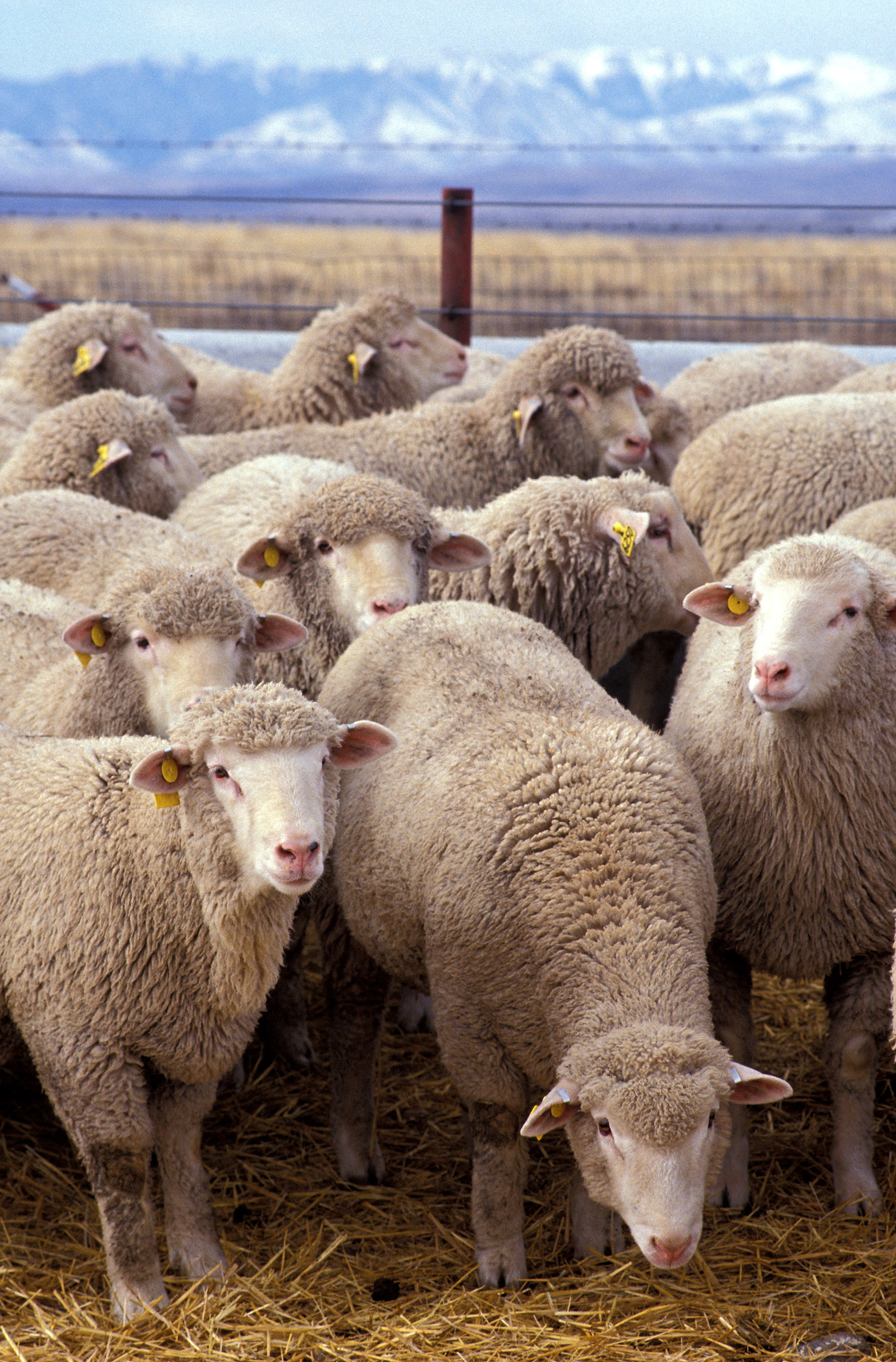
Moutons d'élevage

À travers l'histoire, les animaux domestiques de compagnie et d'élevage ont été maintenus en captivité par l'Homme, mais également les animaux sauvages. Certains furent des domestications ratées[réf. nécessaire]. Les individus fortunés du Moyen Âge tels que les chefs et les membres de l'aristocratie détenaient des animaux sauvages pour diverses raisons. Contrairement à la domestication, la férocité et les comportements naturels de ces animaux était entretenue et montrée à tous.
De nos jours, les parcs zoologiques avancent d'autres raisons au maintien d'espèces en captivité comme la conservation des espèces, la pédagogie et la recherche scientifique, tandis que les associations liée à la protection animale ne sont pas d'accord sur ces points.

## Comportement des animaux en captivité
Les animaux à l'état captif ont tendance à changer leur comportement par rapport à celui qu'ils auraient à l'état sauvage. Les animaux non domestiqués, en particulier, développent parfois des comportements anormaux.
Un type de comportement anormal est la stéréotypie, c'est-à-dire la répétition de mouvements sans raison apparente. Des exemples de ce comportement sont l'automutilation, la toilette excessive, et des déplacements courts sur de mêmes trajets. Ces comportements sont associés au stress et au manque de stimulation. Des gardiens d'animaux en captivité tentent de prévenir ou réduire la stéréotypie en introduisant des stimuli, un procédé connu sous le nom d'enrichissement environnemental.
Un autre genre de comportement anormal observé chez les animaux en captivité est l'automutilation. Elle s'apparente à toute activité qui concerne des actes auto-infligés de morsures, grattages, coups ou plumes arrachées,. Bien que l'incidence rapportée soit faible, l'automutilation est observée parmi une variété d'espèces de primates, plus spécialement quand ils ressentent l'isolement social lors d'une grossesse. Les morsures auto-infligées concernent typiquement les bras, jambes, épaules, ou parties génitales. Les morsures de menace se déroulent lorsque l'individu se mord les mains, les poignets ou les avant-bras tout en regardant l'observateur, un congénère ou un miroir, d'une façon menaçante. Les individus peuvent aussi s'arracher de façon excessive les poils à l'aide des mains ou des dents. Il existe également un comportement (généralement observé chez les primates) où ces derniers se pressent les doigts ou les articulations des doigts dans l'orbite oculaire, au-dessus des yeux.
Les causes des comportements d'automutilation ont été largement étudiées chez les primates en captivité ; des facteurs sociaux ou non peuvent déclencher ce genre de comportement. Les facteurs sociaux incluent le changement de composition des groupes, le stress, la séparation du groupe, le rapprochement ou l'agression de membres d'autres groupes, la présence des congénères mâles à proximité, et la séparation par rapport aux femelles. L'isolement social, en particulier la rupture précoce avec l'éducation maternelle, est un facteur de risques important. Des études ont suggéré que, même si certains macaques rhésus élevés par leur mère présentent quelques signes d'automutilation, les macaques rhésus élevés par des soigneurs animaliers présentent bien davantage de comportements d'automutilation.

Les facteurs non-sociaux concernent la présence d'objet ou d'environnement coupant, une substance irritante, le contact humain et les visites fréquentes d'un public. Par exemple, une étude a montré la corrélation entre le nombre de visiteurs d'un zoo et le nombre de gorilles qui frappent les barrières. Une baisse de fréquentation engendre un comportement plus calme de ces mêmes gorilles. Les animaux captifs ne peuvent souvent pas échapper aux sollicitations et à l'activité que représente le public, et le stress résultant de ce manque de contrôle environnemental peut induire à une augmentation du taux de comportements d'automutilation.
En plus des blessures infligées à eux-mêmes, certains animaux présentent des signes de dommages psychologique internes, et se montrent hostiles à l'égard d'autres individus. Cela peut se présenter sous plusieurs formes, comme l'orque qui à l'état sauvage n'a jamais tué d'être humain, peut se retrouver en captivité à attaquer et tuer des personnes proches ou à l'intérieur de son bassin. Des tics psychologiques peuvent également être identifiés, allant du balancement aux hochements de tête. Les reproductions entre mêmes individus sont aussi une source de désavantages mentaux, avec l'apparition par exemple de strabismes ou d'infertilité[réf. nécessaire].
Des études suggèrent que beaucoup de comportements anormaux en captivité, automutilation incluse, peuvent être traités avec succès en faisant cohabiter ensemble des animaux du même sexe auparavant logés individuellement. Cette méthode est particulièrement efficace chez les primates, largement reconnus comme des animaux sociaux. La compagnie induite par cette cohabitation encourage l'interaction sociale, réduisant les comportements associés à l'anxiété et permettant d'accroître leur locomotion.